# Jacobus Vide
Jacobus Vide (* um 1395; † kurz vor dem 23. September 1441) war ein franko-flämischer Komponist, Sänger, Organist und burgundischer Hofbeamter der frühen Renaissance.

## Leben und Wirken
Jacobus Vide war ein Kleriker aus dem Bistum Tournai. Sein Name erscheint erstmals im Archiv der Kathedrale Notre-Dame in Paris im Jahr 1405; wahrscheinlich ist er dort Chorknabe gewesen, jedoch ist der hier genannte Name unsicher. Sicher ist, dass er auf Grund eines Erlasses von Gegenpapst Johannes XXIII. (Amtszeit 1410–1415) in einem Brief vom 28. Mai 1410 an das Kapitel von St. Donatian in Brügge eine Pfründe bewilligt bekam, in die er dann am 27. Oktober dieses Jahres eingesetzt wurde. Dieser Papst ist nur vom Herzog von Burgund anerkannt worden. Die genannte Pfründe ging jedoch schon am 24. Januar 1411 an den päpstlichen Sänger Robert Sandewyn über. Es besteht die Wahrscheinlichkeit, dass Jacobus Vide sich in der folgenden Zeit in Italien aufgehalten hat, vielleicht in der päpstlichen Kapelle von Alexander V. oder Johannes XXIII., jedoch ist dies nicht belegt. Er wird im Dezember 1423 erstmals als „valet de chambre“ (Kammerdiener) am Hof Philipps des Guten (Amtszeit 1419–1467) bezeichnet und 1428 als Sekretär. Trotz seines Talents als Komponist war Vide niemals Mitglied der Hofkapelle des Herzogs, aber anscheinend neben seinen administrativen Aufgaben dessen privater Musiker. Mit seiner Ernennung zum Sekretär erhielt er eine kleine Orgel im Wert von 22 Gulden, die wohl für die Hofkapelle bestimmt war; seit 1426 war ihm die Unterweisung einiger Chorknaben übertragen. In diesem Zusammenhang steht vielleicht sein handgreiflicher Streit mit Pierre Poncin, dem „magister puerorum“ an Saint-Pierre in Lille, bei dem er diesen verwundet hat und daraufhin vom Kapitel verhaftet wurde. Der Herzog hat danach das Kapitel schriftlich gebeten, Vide wieder freizulassen und hat zugesichert, Gerechtigkeit zu üben.
Nach 1433 wird Jacobus Vide nicht mehr in den burgundischen Hofrechnungen genannt. Es gibt jedoch zwischen 1433 und 1437 etliche an den Papst gerichtete Petitionen, in denen er sich selbst als herzoglichen Sekretär und Ratgeber bezeichnet und auch vom Herzog so genannt wird. Am 15. April 1433 ist Vide zum Propst an der Stiftskirche St. Gertrud in Nivelles gewählt worden; diese Wahl war aber offenbar irregulär erfolgt, weil er am 30. April eine Geldbuße für „fructibus male perceptis“ entrichten musste, nachdem seine Ernennung von Jehan Bont und Gilles d’Escornaix erfolglos angefochten worden war. Vide besaß Kanonikate in vielen Städten (St. Peter in Löwen, Anderlecht, Château de Namur, Thourotte und anderen) und Kaplanspfründe an der Stiftskirche Sainte-Waudru in Mons und am Hospital Hebregge in Gent; 1435 war er außerdem Kanoniker an der Kathedrale Notre-Dame von Thérouanne. Herzog Philipp der Gute schickte ihn im Sommer 1434 als Gesandten zu Papst Eugen IV. nach Florenz. Vide bezeichnet sich selbst seit dem 2. September 1434 in allen Petitionen als „baccallarius in decretis“.
In einem Gesuch vom 24. September 1441 bat der Kleriker Jehan Gilles aus Lüttich und päpstlicher scriptor um das Kanonikat an St. Gertrudis in Nivelles, welches nach dem Tod von Vide, „cubicularius“ des Papstes, vakant geworden war.

## Bedeutung
Unter den acht Kompositionen von Jacobus Vide sind sieben Rondeaux überliefert, einer Gattung, die bei den burgundischen Herzögen besonders beliebt war. Die melodische Erfindung zeigt hier eine besondere Qualität, außerdem zeigen sie eine anmutige Motivik und sorgfältige Textdeklamation. Kurze musikalische Phrasen sind durch überlappende Kadenzen verbunden; der besondere Reiz dieser höfischen Kunst entsteht durch häufige Dissonanzen, Kreuz-Rhythmen und eine beträchtliche Variabilität. Einige der Stücke sind mehrfach überarbeitet worden, es ist jedoch unklar, ob dies vom Komponisten stammt. Das Rondeau „Las! j’ay perdu“ (Ach! ich verlor mein …) ist zweistimmig, wobei der Oxforder Kopist auch ein Liniensystem für die dritte Stimme (Contratenor) mit Textanfang angelegt hat, ohne dass Noten eingetragen sind. Dies hat zu Spekulationen darüber geführt, dass hier absichtlich der Improvisationsgabe eines geübten Sängers für die Ausführung der dritten Stimme Raum gegeben werden sollte. Das Stück „Amans doubles“ ist in der einzigen vorhandenen Überlieferung zwar erkennbar vierstimmig angelegt, jedoch passen die dritte und vierte Stimme (Triplum und Contratenor) weder zueinander noch ohne Probleme zu den beiden Oberstimmen.

## Werke
- „Amans doubles“, Rondeau zu vier Stimmen (?)
- „Espoir m’est venu conforter“, Rondeau zu drei Stimmen
- „Et c’est assés“, Rondeau zu zwei Stimmen
- „Las! j’ay perdu mon espincel“, Rondeau zu zwei Stimmen (?)
- „Puisque je n’ay plus de maystresse“, Rondeau zu drei Stimmen
- „Vit encore ce faux dangier“, Rondeau zu drei Stimmen
- „Il m’est si grief“, Rondeau zu drei Stimmen
- „Qui son cuer met a dame“, Chanson zu drei Stimmen